# USS Queenfish (SS-393)
Za druga plovila z istim imenom glejte USS Queenfish.
USS Queenfish (SS-393) je bila jurišna podmornica razreda balao v sestavi Vojne mornarice Združenih držav Amerike.
Med drugo svetovno vojno je podmornica opravila 5 bojnih patrulj, pri čemer je potopila 8 japonskih ladij s skupno tonažo 40.767 ton.